# Abdulyan
Abdulyan (ryska: Абдулян) är en ort i Azerbajdzjan.   Den ligger i distriktet Hacıqabul Rayonu, i den östra delen av landet, 110 kilometer väster om huvudstaden Baku. Antalet invånare är 2 838.
Terrängen runt Abdulyan är mycket platt. Närmaste större samhälle är Sabirabad, 18,2 kilometer sydväst om Abdulyan.
Trakten runt Abdulyan består till största delen av jordbruksmark. Runt Abdulyan är det ganska tätbefolkat, med 80 invånare per kvadratkilometer.